# Блек Ривер Фолс (Висконсин)
Блек Ривер Фолс (енгл. Black River Falls) град је у америчкој савезној држави Висконсин.

## Демографија
По попису из 2010. године број становника је 3.622, што је 4 (0,1%) становника више него 2000. године.
| Група             | 2000.         | 2010.         |
| Белци             | 3.362 (92,9%) | 3.268 (90,2%) |
| Афроамериканци    | 7 (0,2%)      | 18 (0,5%)     |
| Азијати           | 4 (0,1%)      | 10 (0,3%)     |
| Хиспаноамериканци | 42 (1,2%)     | 63 (1,7%)     |
| Укупно            | 3.618         | 3.622         |